# Seymour Cray

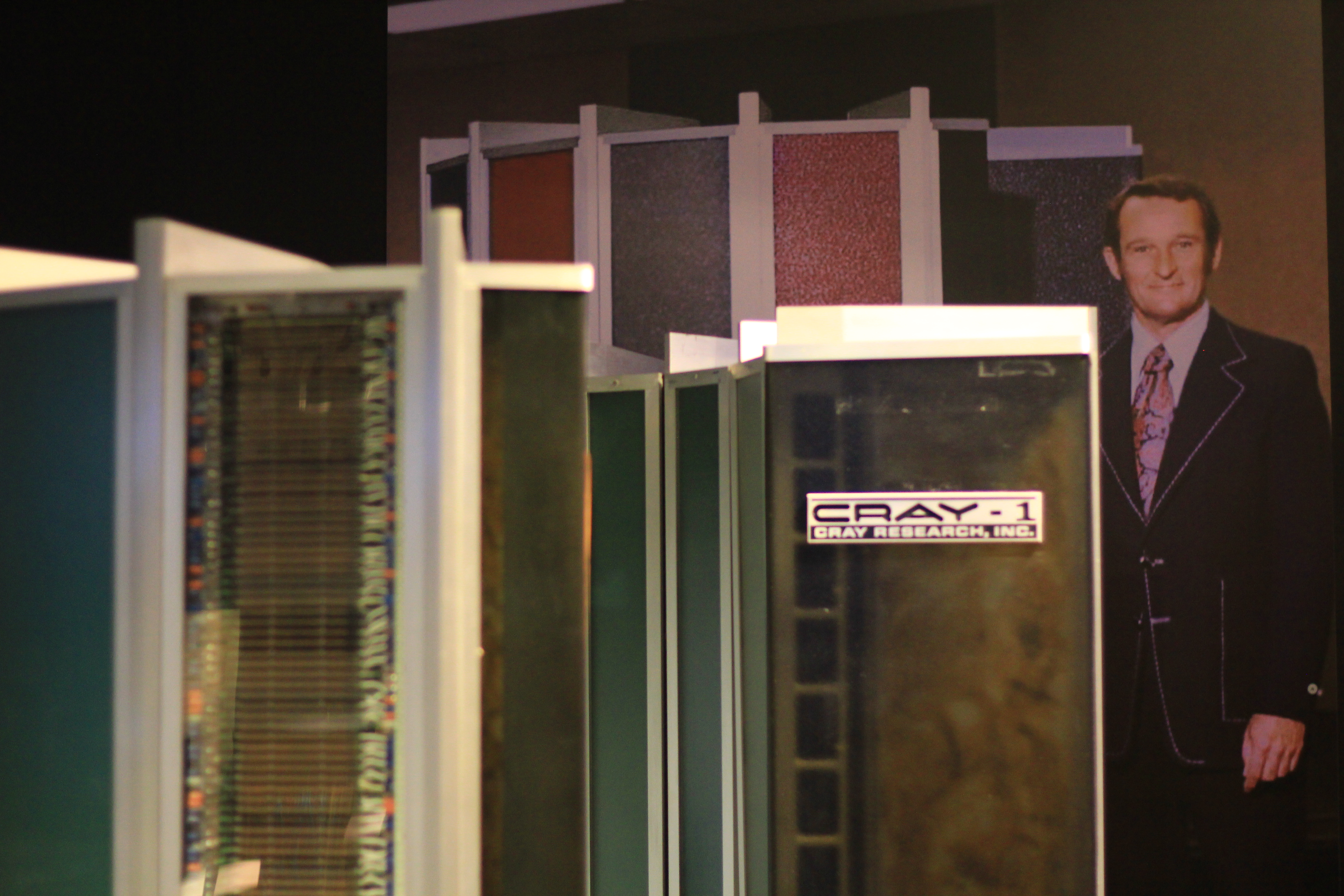
Seymour Cray

Seymour Roger Cray (ur. 28 września 1925, zm. 5 października 1996) – amerykański informatyk, założyciel przedsiębiorstwa Cray Research i twórca superkomputerów Cray.
Urodził się w 1925 roku w Chippewa Falls w stanie Wisconsin. Ukończył szkołę średnią w 1943 roku zaraz przed poborem do wojska podczas II wojny światowej. Brał udział w operacjach wojennych na frontach Europejskim oraz Pacyfiku. Po powrocie do Stanów Zjednoczonych uzyskał dyplom inżyniera elektryka na Uniwersytecie Minnesoty w 1950, oraz magisterium z matematyki stosowanej w 1951.
W 1950 Cray rozpoczął pracę w Engineering Research Associates w St. Paul w Minnesocie. Pracował w ERA (nad projektem ERA 1103) w czasie kiedy została wykupiona przez Remington Rand, a następnie Sperry Corporation we wczesnych latach 50. W nowo sformowanym przedsiębiorstwie Sperry-Rand ERA stała się ramieniem obliczeń naukowych w ich oddziale Univaca.
W momencie kiedy dział obliczeń naukowych został odsunięty, w 1957 część pracowników opuściła przedsiębiorstwo i założyła Control Data Corporation (CDC). Cray chciał także od razu przejść z nimi, lecz William Norris odmówił, ponieważ Cray był na ukończeniu projektu dla Marynarki Wojennej, z którą Norris chciał utrzymywać dobre stosunki. Projekt, w którym uczestniczył Cray, został ukończony na początku następnego roku i Cray przeniósł się do CDC.
W roku 1959 ukończył projekt komputera CDC 1604, ulepszonej i niskokosztowej wersji ERA 1103, która miała imponującą moc obliczeniową w stosunku do swojej ceny. W momencie kiedy CDC rozpoczęła sprzedaż 1604 w 1960, CRAY już pracował nad następcą – CDC 6600. Jakkolwiek sprzętowo 6600 nie był szczytowym osiągnięciem technologii, Cray włożył znaczący wysiłek w zaprojektowanie procesora. CDC 6600 był pierwszym superkomputerem, przewyższającym parametrami obliczeniowymi wszelkie dostępne wtedy komputery. Kiedy inne przedsiębiorstwa (konkretnie IBM) usiłowały stworzyć komputer mający podobną moc obliczeniową, Cray wprowadzając 5-krotnie szybszego CDC 7600 jeszcze bardziej podniósł wymagania.
W 1976 jego przedsiębiorstwo Cray Research wprowadziło superkomputer Cray-1, a następnie w 1985 Cray-2. W 1989 założył Cray Computer Corporation, w której w 1993 skonstruował Cray-3.
Seymour Cray był uważany za jednego z najwybitniejszych konstruktorów superkomputerów. Zginął 5 października 1996 w wypadku samochodowym.

## Literatura
- Charles Murray, Superkomputer – historia Seymoura Craya, Amber 1997, ISBN 83-7169-422-9.